# Landwehrgraben (Mosel)
Der Landwehrgraben ist ein fast 11⁄2 Kilometer langer, nordöstlicher und linker Zufluss der Mosel unterhalb der Stadt Schweich im rheinland-pfälzischen Landkreis Trier-Saarburg.

## Geographie

### Verlauf

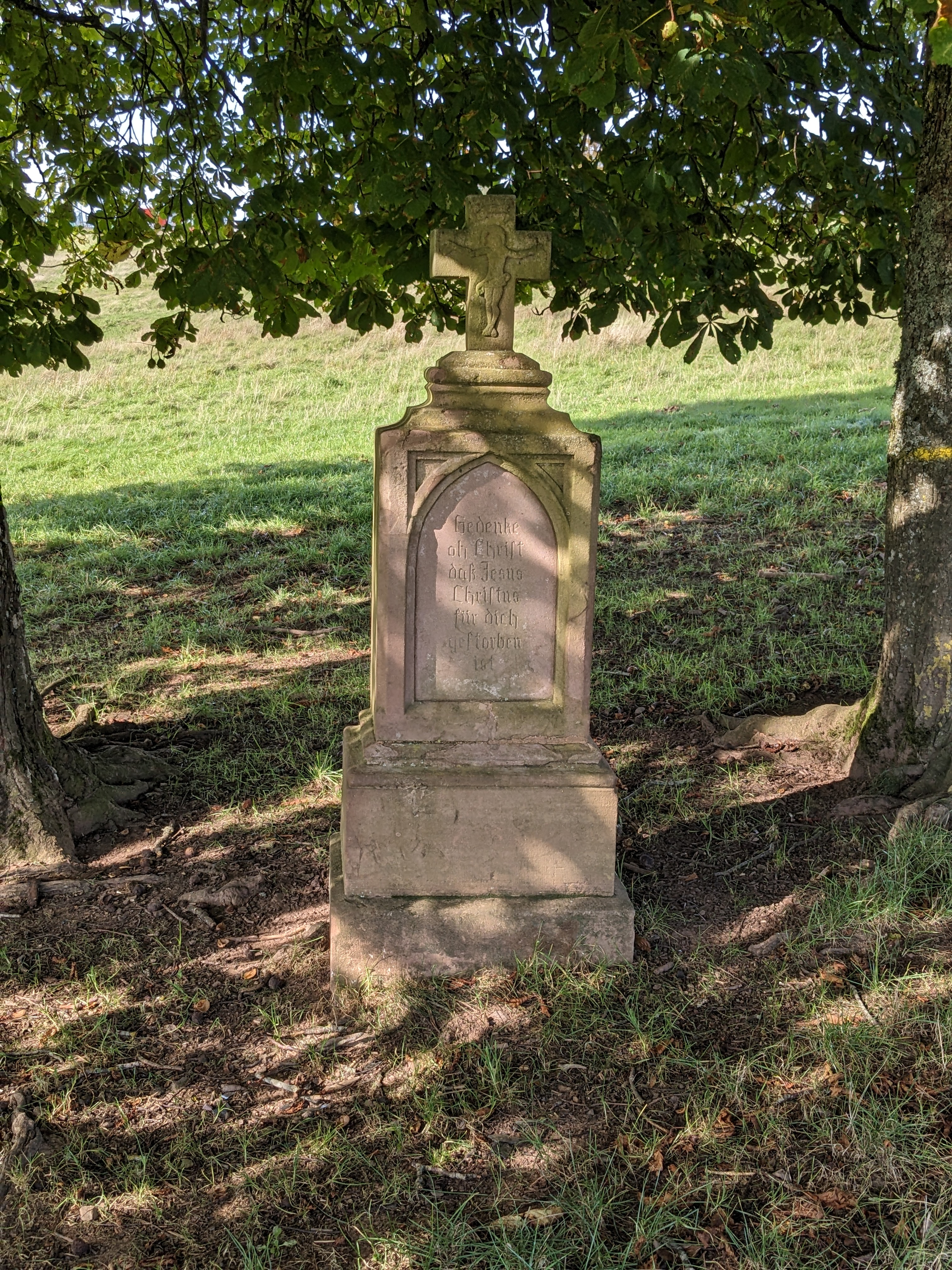
Das Landwehrkreuz

Der Landwehrgraben entspringt auf einer Höhe von etwa 385 m ü. NHN knapp 200 Meter südwestlich des Landwehrkreuzes, einem Sandstein-Pfeilerkreuz des späten 19. Jahrhunderts, das unweit des Hummelsbergs steht. Seine Quelle liegt direkt am Gemeindedreieck von Schweich, Mehring und Longen. 
Er fließt zunächst entlang der Grenze von Schweich zu Longen in südwestlicher Richtung durch ein Kerbtal mit Buchen-Eichenmischwald am Westfuße des Mehringer Bergs entlang. Die höheren Lagen des Bergs sind teils mit Mähweiden und teils mit Magerwiesen bedeckt. Nach gut einem halben Kilometer entfernt der Bach sich von der Gemeindegrenze, fließt nunmehr auf dem Gebiet von Schweich in westsüdwestlicher Richtung und läuft dann zwischen den Weinbergen der Lagen Burgmauer und Annaberg auf seiner rechten Seite und Herrenberg auf der linken.
Der Landwehrgraben unterquert noch die Bundesstraße 53 und mündet schließlich auf einer Höhe von ungefähr 124 m ü. NHN gegenüber dem Longuicher Ortsteil Kirsch unterirdisch verdolt von links in die Mosel.
Der 1,496 km lange Lauf des Landwehrgrabens endet ungefähr 261 Höhenmeter unterhalb seiner Quelle, er hat somit ein mittleres Sohlgefälle von circa 17 ‰.

### Einzugsgebiet
Das 0,733 km² große Einzugsgebiet des Landwehrgrabens erstreckt sich von den Moselbergen bis zu den Neumagener Moselschlingen und wird durch ihn über die Mosel und den Rhein zur Nordsee entwässert.
Es grenzt
- im Nordosten an das Einzugsgebiet des Kautenbachs, der in die Mosel mündet;
- im  Osten an das des Mehringer Mühlenbachs, der ebenfalls in die Mosel mündet;
- im Südosten und Südwesten an das der Mosel direkt und
- im Nordwesten an das des Schaumbachs, der über den Föhrenbach in die Mosel entwässert.

Das Einzugsgebiet ist zum großen Teil bewaldet, auf den Berghöhen überwiegt Grünland und im Mündungsbereich Weinbau. Der höchste Punkt ist der Mehringer Berg mit einer Höhe von 418,7 m ü. NHN im Osten des Einzugsgebiets.